# Осарт
Оса́рт (рос. Осарт) — селище у складі Слободського району Кіровської області, Росія. Входить до складу Озерницького сільського поселення.
Населення становить 13 осіб (2010, 12 у 2002).
Національний склад станом на 2002 рік — росіяни 100 %.